# Mallare
Màllare ( Malleo Molre in dialetto valbormidese, Màllae in ligure, Mälre in piemontese) è un comune italiano di 1 026 abitanti della provincia di Savona in Liguria.

## Geografia fisica
Il comune è situato nell'alta val Bormida alla confluenza dei torrenti Biterno e Cravarezza, questi ultimi immissari del torrente Bormida di Mallare, nei pressi del monte Alto (954 m); altri torrenti e corsi d'acqua del territorio mallarese sono il Merlino e il rio Fobè. Il territorio comunale è compreso tra un'altitudine minima di 401 metri e una massima di 1001 metri sopra il livello del mare.

## Storia
Secondo le fonti storiche il toponimo Mallare deriverebbe dal termine malula o malulae (diminutivo di mala, piccola mela) o ancora da Maleria - citato in un documento del 1014 - traducibile in paese delle mele dalla presenza antica di questi alberi da frutto; un melo è altresì raffigurato nello stemma civico.
Un primo insediamento umano potrebbe essere risalente al periodo romano; un tempietto pagano, dedicato alle divinità campestri, è ancora oggi visibile e incorporato all'interno del santuario di Santa Maria dell'Eremita.
Il territorio dal X secolo venne compreso nella marca aleramica di Aleramo del Monferrato e quindi, alla morte di questi, diviso in due parti e amministrato rispettivamente dai figli Ottone I e Anselmo I.
Dal 1091 divenne possesso di Bonifacio del Vasto ed ereditato successivamente dal figlio Enrico I Del Carretto nel 1142; lo stesso marchese sarebbe stato poi il fondatore dell'importante abbazia di Fornelli — un complesso consto di chiesa e ospedale — e sempre sotto la dominazione della famiglia carrettesca vennero costruiti edifici di pregio come il palazzo feudale e la casa del conte. Nel 1268 la proprietà del terziere di Millesimo — comprensivo del borgo di Mallare (Castrum, villa et territorium Mallarum) — passò a Corrado Del Carretto alla morte del padre Giacomo Del Carretto.
Nel 1393 fu ceduto al Marchese del Monferrato che investì il feudo di Mallare agli stessi Del Carretto. L'investitura feudale fu confermata anche dal duca di Mantova nel 1536, divenuto sovrano di quelle terre. La decadenza della famiglia carrettesca e le molteplici divisioni per la spartizione del territorio, portarono a vendere il feudo mallarese al marchese Spinola il 14 ottobre 1590 e al conte Cattaneo Della Volta dal 1669; a guidare l'amministrazione del territorio di Mallare vi fu anche il futuro doge di Genova Giovanni Battista Cattaneo Della Volta che lo amministrò dal 1672 al 1677 per conto del minorenne cugino conte Filippo. Questa nuova "amministrazione" genovese portò ad una nuova rinascita di Mallare e della sua economia locale atta alla produzione di carbone fossile, legname e ferro nelle ferriere.
Venduti i diritti e beni feudali nel 1703 al duca di Mantova e del Monferrato, il territorio di Mallare fu assoggettato dal 1708 al Ducato di Savoia (in tale anno gli abitanti giurarono fedeltà e omaggio al sovrano sabaudo), diventando parte integrante del Regno di Sardegna. Alla guida feudale del feudo vennero investite le famiglie genovesi Cattaneo e Gavotti e ancora le piemontesi Donaudi di Torino e Piossasco, quest'ultima famiglia a dominare su Mallare per l'abolizione della feudalità da parte del sovrano Carlo Emanuele IV di Savoia sul finire del XVIII secolo.
Con la dominazione francese il territorio di Mallare rientrò dal 2 dicembre 1797 nel Dipartimento del Letimbro, con capoluogo Savona, all'interno della Repubblica Ligure. Dal 28 aprile 1798 con i nuovi ordinamenti francesi, fece parte del VIII Cantone, capoluogo Carcare, della Giurisdizione delle Arene Candide e dal 1803 centro principale del V Cantone delle Arene Candide nella Giurisdizione di Colombo. Annesso al Primo Impero francese, dal 13 giugno 1805 al 1814 fu inserito nel Dipartimento di Montenotte.
Nel 1815 Mallare venne inglobato nel Regno di Sardegna, così come stabilì il Congresso di Vienna del 1814, e successivamente nel Regno d'Italia dal 1861. Dal 1859 al 1927 il territorio fu compreso nel IV mandamento di Cairo del circondario di Savona facente parte della provincia di Genova; nel 1927 anche il territorio comunale mallarese passò sotto la neo costituita provincia di Savona.
Dal 1973 al 30 aprile 2011 ha fatto parte della Comunità montana Alta Val Bormida.

### Simboli
Stemma
Gonfalone

Lo stemma e il gonfalone sono stati concessi con decreto del presidente della Repubblica del 18 agosto 1962. Il simbolo della località, un alberello di melo con frutti dorati, posto su una pianura alla confluenza dei torrenti Biterno e Cravarezza, spiega l'origine del nome, probabilmente derivante da malula, "piccola mela".

## Monumenti e luoghi d'interesse

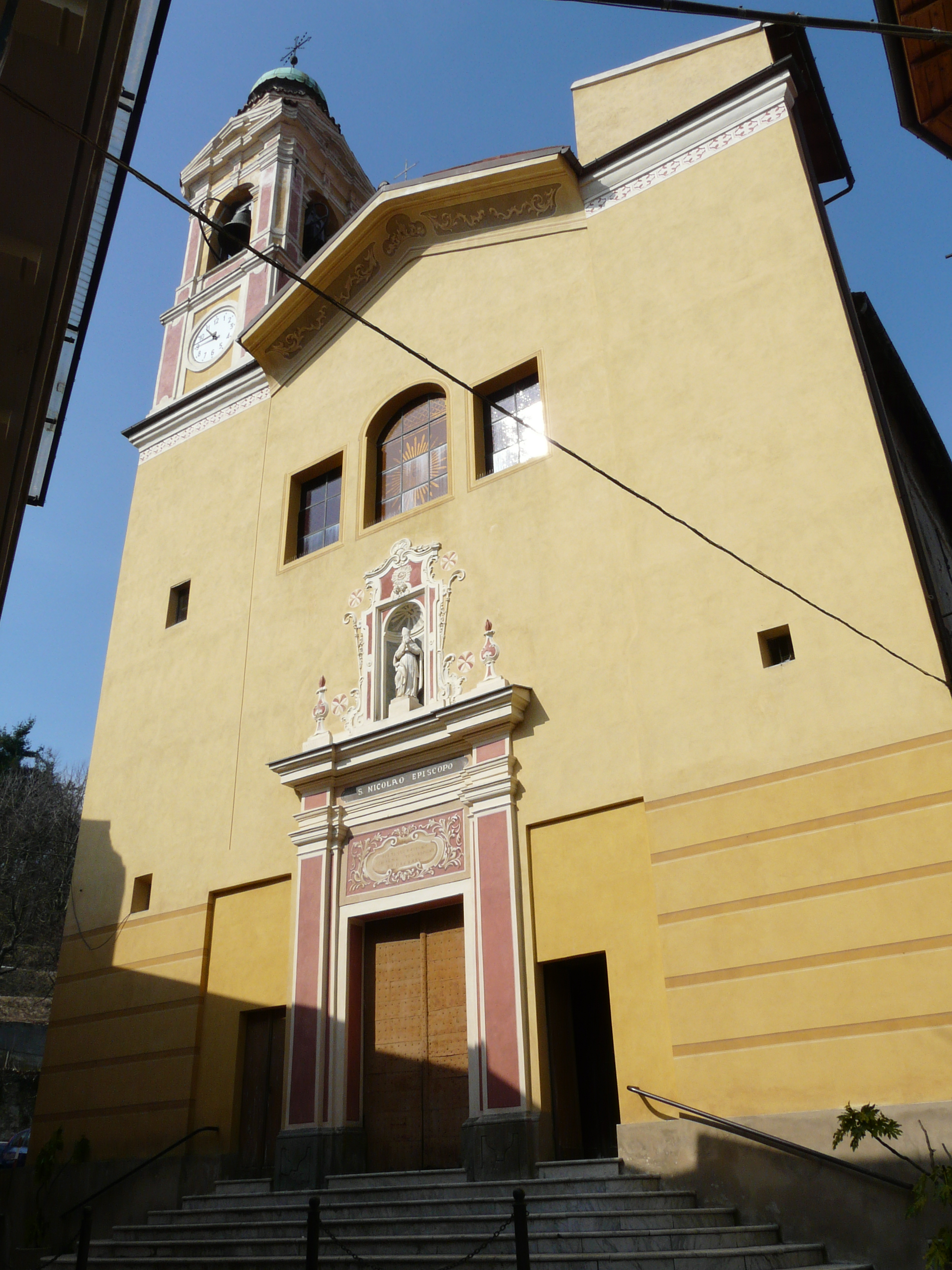
La parrocchiale di San Nicola

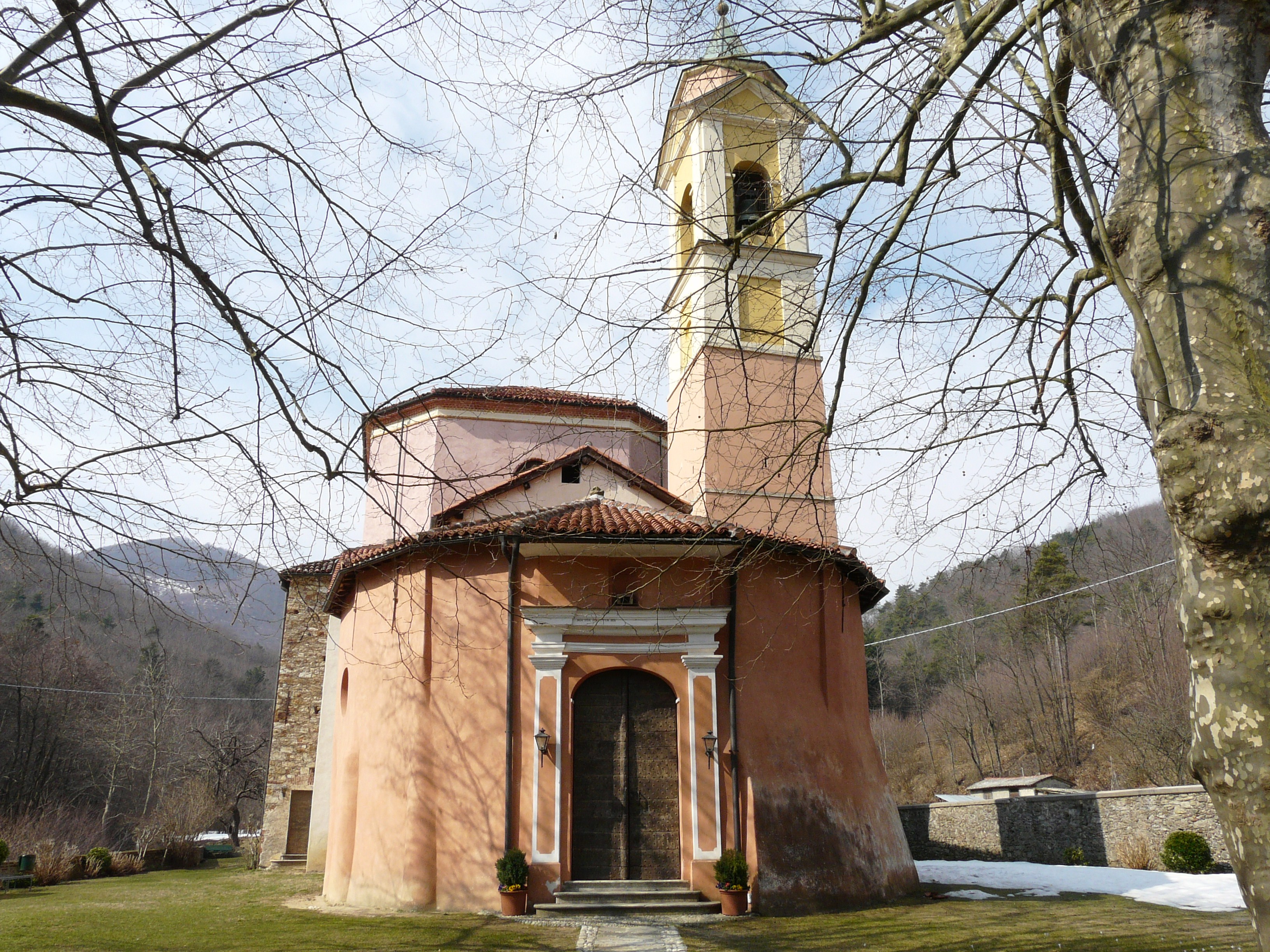
Il santuario di Santa Maria dell'Eremita

### Architetture religiose
- Chiesa parrocchiale di San Nicola di Bari, nel capoluogo, risalente al 1570.
- Oratorio di Nostra Signora della Neve, nel capoluogo, risalente alla seconda metà del XV secolo.
- Santuario di Santa Maria dell'Eremita nella frazione Eremita. Prima parrocchiale di Mallare, l'edificio fu eretto sopra un tempio pagano preesistente. La struttura è di origine medievale, ingrandita in epoca barocca e rimaneggiata a fine Ottocento.
- Ex abbazia di Santa Maria e San Lazzaro nella località di Fornelli, risalente al 1179. Eretta in stile romanico e in seguito gotico lombardo, presenta una volta a botte e tre absidi. Al suo interno sono conservati pregiati affreschi.
- Chiesa parrocchiale di San Filippo Neri nella frazione di Montefreddo.

### Architetture civili
Lungo la via Cattaneo si affaccia la casa detta "del Conte", residenza nobiliare della famiglia feudale dei Del Carretto dal XV secolo alla soppressione dei Feudi imperiali nel 1797.

### Architetture militari
Il feudo di Mallare era difeso da due castelli, edificati in epoca medievale, di uno dei quali, a ovest dell'abitato e detto "del Caruggio", restano alcune tracce delle mura e la base della torre.

### Aree naturali
Nel territorio mallarese sono presenti due alberi monumentali: un gruppo arboreo di quattro faggi selvatici, in località Benevento, piante aventi una circonferenza di nove metri, un'altezza di trentuno metri e un'età approssimativa di oltre duecento anni; in località Ferriera di Codevilla è visibile invece una tuia di ventisei metri di altezza, tre metri di circonferenza e un'età di oltre cento cinquant'anni.
Tra i territori comunali di Mallare, Osiglia, Bormida e Pallare è presente e preservato un sito di interesse comunitario, proposto dalla rete Natura 2000 della Liguria, per il suo particolare interesse naturale, faunistico e geologico. Il sito è collocato nell'area boschiva del Ronco di Maglio e zone adiacenti in cui insistono faggete (Fagus sylvatica) e boschi misti. Oltre ad alcune specie di orchidee, sono segnalate in questa area il giglio martagone (Lilium martagon) e la campanula toscana (Campanula medium). Tra gli uccelli il picchio muratore (Sitta europaea) e il falco pecchiaiolo (Pernis apivorus); tra gli invertebrati il Carabus solieri liguranus, Philorhizus liguricus e Haptoderus apenninus.

## Società

### Evoluzione demografica

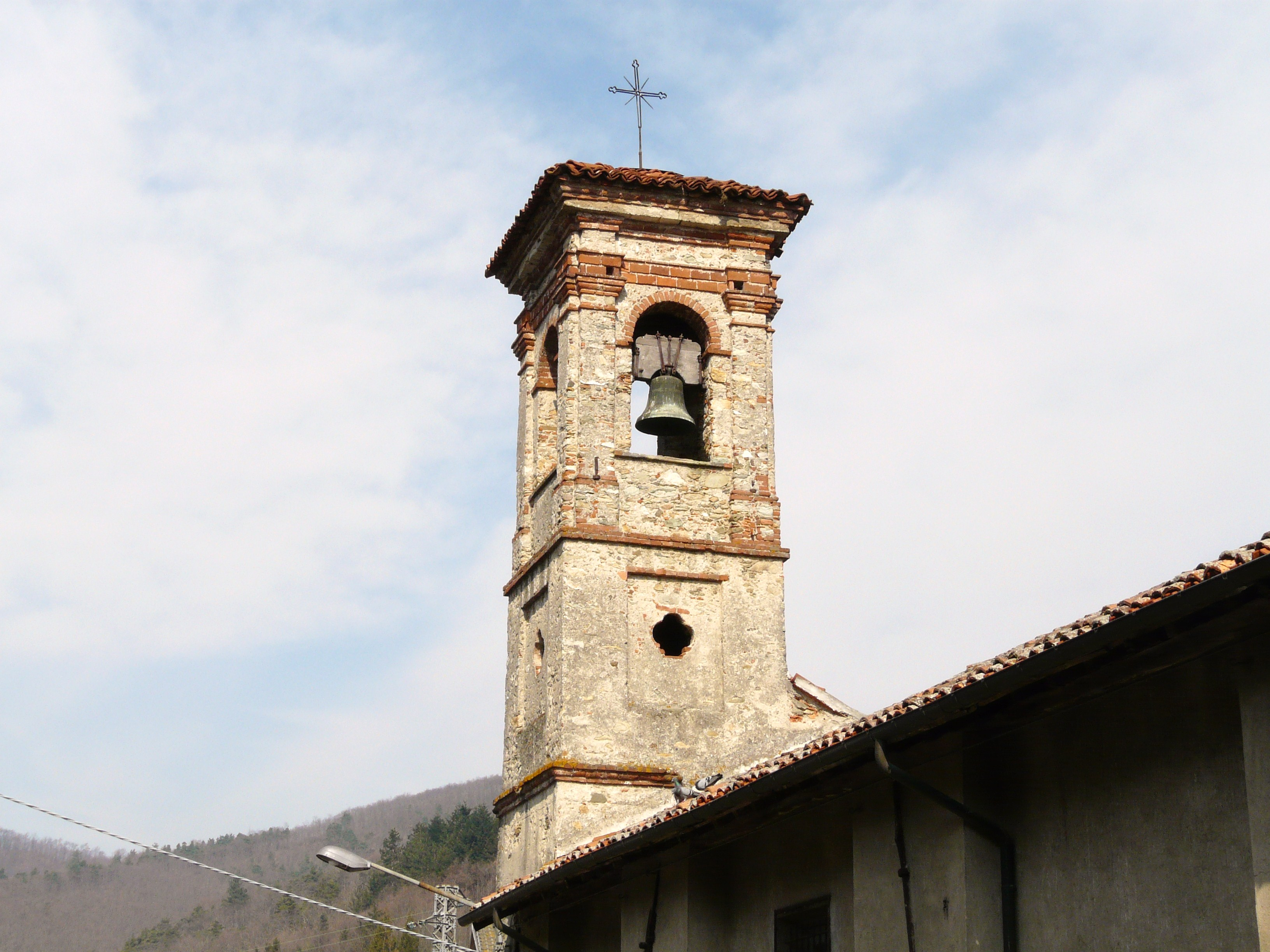
Il campanile dell'oratorio di Nostra Signora della Neve a Mallare

Abitanti censiti

### Etnie e minoranze straniere
Secondo i dati Istat al 31 dicembre 2019, i cittadini stranieri residenti a Mallare sono 47.

## Cultura

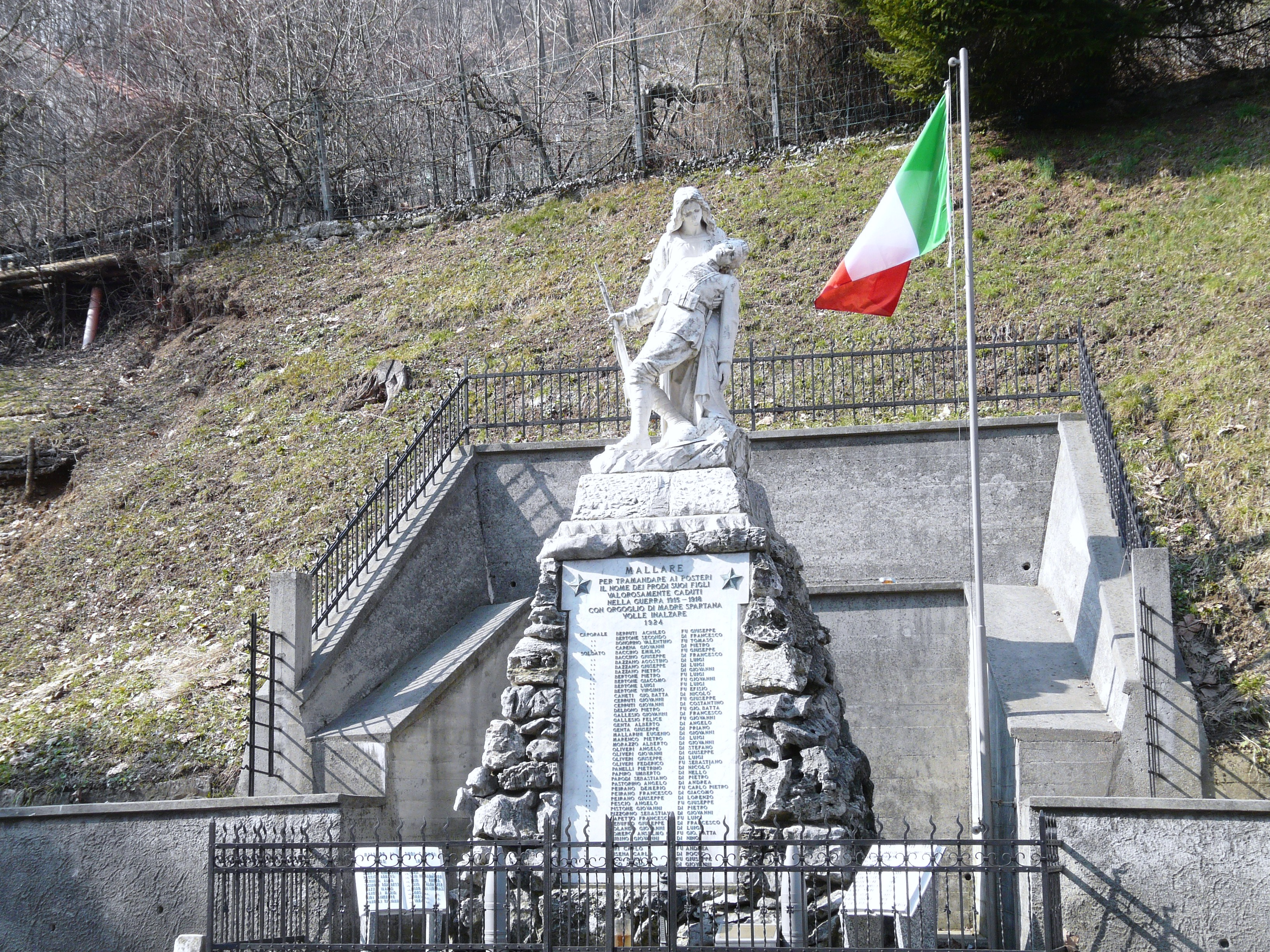
Il monumento ai caduti di Mallare

### Musei
- Museo del Legno, museo scolastico sito nella scuola elementare comunale dove sono conservati antichi e tipici strumenti impegnati nella lavorazione del legno.

### Eventi
- Festa patronale di san Nicola, il 6 dicembre.
- Festa della Natività di Maria, l'8 settembre.
- Solenne processione al santuario di Santa Maria dell'Eremita durante il Venerdì Santo.
- Cose di altri tempi, mercatino di antiquariato e modernariato, la prima domenica di settembre.

## Geografia antropica
Il territorio comunale è costituito, oltre il capoluogo comunale, dalle quattro frazioni di Acque, Codevilla, Eremita e Montefreddo per una superficie territoriale di 31,73 km2; lo statuto comunale riconosce inoltre le borgate storiche di Braia, Ferriere, Fucine, Grenni, Olano, Panelli e Pratogrande.
Confina a nord con i comuni di Pallare, Carcare ed Altare, a sud con Bormida, Calice Ligure e Orco Feglino, ad ovest con Pallare e Bormida, ad est con Altare, Quiliano e Orco Feglino.

## Economia
Le principali risorse economiche del comune sono l'agricoltura, la filiera del legno e la silvicoltura. Sono presenti sul territorio comunale diverse segherie dedite alla produzione di pallet e di pellet nonché un buon numero di ditte impegnate nell'attività boschiva che sfruttano il grande patrimonio boschivo presente. Nel territorio si coltivano ortaggi, patate e alberi da frutta destinati maggiormente al consumo familiare. Tipica tradizione locale era la lavorazione dei rami di castagno per la preparazione delle botti e delle ceste.

## Infrastrutture e trasporti

### Strade
Il territorio di Mallare è attraversato da due principali strade provinciali: la provinciale 5 che permette il collegamento stradale con Altare a nordest e la provinciale 38 in direzione di Bormida, ad ovest, innestandosi la con strada provinciale 15 ai confini amministrativi dei due comuni valbormidesi.

## Amministrazione
| Periodo        | Periodo        | Primo cittadino      | Partito                                                | Carica  | Note |
| -------------- | -------------- | -------------------- | ------------------------------------------------------ | ------- | ---- |
| 19 giugno 1985 | 26 maggio 1990 | Piero Giribone       | Partito Comunista Italiano                             | Sindaco |      |
| 26 maggio 1990 | 24 aprile 1995 | Piero Giribone       | Partito Comunista Italiano                             | Sindaco |      |
| 24 aprile 1995 | 14 giugno 1999 | Piero Giribone       | Partito Democratico della Sinistra                     | Sindaco |      |
| 14 giugno 1999 | 14 giugno 2004 | Piero Giribone       | Partito Democratico della Sinistra                     | Sindaco |      |
| 14 giugno 2004 | 8 giugno 2009  | Renato Luigi Bertone | Mallare progressista (lista civica di centro-sinistra) | Sindaco |      |
| 8 giugno 2009  | 26 maggio 2014 | Piero Giribone       | Mallare progressista (lista civica di centro-sinistra) | Sindaco |      |
| 26 maggio 2014 | 27 maggio 2019 | Piero Giribone       | Mallare progressista (lista civica di centro-sinistra) | Sindaco |      |
| 27 maggio 2019 | 10 giugno 2024 | Flavio Astiggiano    | Uniti per cambiare (lista civica)                      | Sindaco |      |
| 10 giugno 2024 | in carica      | Flavio Astiggiano    | Uniti per costruire (lista civica)                     | Sindaco |      |

## Sport

### Calcio
- S.C. Mallare, militante nel campionato di Prima Categoria.